# Brigadoon: Marin & Melan
Brigadoon: Marin & Melan (BRIGADOON まりんとメラン?, Burigadōn Marin to Meran) è una serie televisiva anime di fantascienza di 26 episodi prodotta da Sunrise nel 2000 e trasmessa su WOWOW tra il 2000 e il 2001. La sua storia si svolge in Giappone nel 1969, dove una ragazza orfana di nome Marin Asagi fa amicizia con un alieno chiamato Melan Blue. L'anime è stato diretto da Yoshitomo Yonetani e i personaggi sono stati disegnati da Takahiro Kimura; entrambi hanno lavorato anche su Yūsha Ō Gaogaigar e  Betterman. In seguito essa è stata adattata in un manga da Watase Nozomi.

## Trama
Marin Asagi è una tipica ragazza delle scuole medie con una famiglia amorevole adottiva. La sua vita prende una svolta decisiva quando un miraggio misterioso viene avvistato nei cieli al di sopra della Terra. Il miraggio è in realtà un altro mondo chiamato Brigadoon (dal nome di una città nel musical omonimo, che appare solo in determinati orari). Presto creature aliene chiamate Monomakia discendono dalla formazione nel cielo e danno la caccia a Marin, ma viene salvata da un altro Monomakia, di nome Melan Blue, volante armato di spada, pistola, imbracatura straniero, che diventa il suo protettore. Insieme Marin e Melan devono salvare la Terra e affrontare le crisi familiari, i pregiudizi della scuola e la polizia, e giungere ad una comprensione del passato Marin e la missione inspiegabile Melan, così come imparano a fidarsi l'uno dell'altro.

## Episodi
| Nº | Giapponese 「Kanji」 - Rōmaji                                               | In onda           | In onda |
| Nº | Giapponese 「Kanji」 - Rōmaji                                               | Giapponese        |         |
| 1  | 「出会いは浅葱色」 - Deai ha sen negi shoku                                 | 21 luglio 2000    |         |
| 2  | 「紺碧なるモノマキア」 - Konpeki naru monomakia                             | 28 luglio 2000    |         |
| 3  | 「鈍色き雲間から」 - Nibiiro ki kumoma kara                                 | 4 agosto 2000     |         |
| 4  | 「虹をもとめて」 - Niji womotomete                                          | 11 agosto 2000    |         |
| 5  | 「ソーダ色の空の下」 - Soda shoku no sora no shita                          | 25 agosto 2000    |         |
| 6  | 「銀灰の訪人」 - Gin hai no hō nin                                          | 1º settembre 2000 |         |
| 7  | 「赫赫たる決戦」 - Kakukaku taru kessen                                     | 8 settembre 2000  |         |
| 8  | 「海が紫紺に染まる夜」 - Umi ga shikon ni soma ru yoru                      | 15 settembre 2000 |         |
| 9  | 「ピンク・フライト」 - Pinku. furaito                                       | 22 settembre 2000 |         |
| 10 | 「大怪獣、燦爛！」 - Daikaijū, san ran!                                     | 29 settembre 2000 |         |
| 11 | 「やぶれた傘、闇の雨」 - Yabureta kasa, yami no ame                         | 6 ottobre 2000    |         |
| 12 | 「漆黒からの巣立ち」 - Shikkoku karano sudachi                              | 13 ottobre 2000   |         |
| 13 | 「天井暗黒世界」 - Tenjō ankoku sekai                                       | 20 ottobre 2000   |         |
| 14 | 「千紫万紅の果てに…」 - Sen murasaki man kurenai no hate ni...              | 27 ottobre 2000   |         |
| 15 | 「極彩サヴマトン・カラー」 - Gokusai savumaton. kara                        | 10 novembre 2000  |         |
| 16 | 「金ぴかの約束」 - Kin pikano yakusoku                                      | 17 novembre 2000  |         |
| 17 | 「未来色をさがせ！」 - Mirai shoku wosagase!                                | 24 novembre 2000  |         |
| 18 | 「私は茜に輝いて」 - Watashi ha akane ni kagayai te                         | 8 dicembre 2000   |         |
| 19 | 「仄かな破滅を運ぶ舟」 - Honoka na hametsu wo hakobu fune                   | 15 dicembre 2000  |         |
| 20 | 「雪あかりの下で」 - Yuki akarino shita de                                  | 22 dicembre 2000  |         |
| 21 | 「萌荵色、永遠に…」 - Hō shinobugusa shoku, eien ni...                      | 5 gennaio 2001    |         |
| 22 | 「赤錆びた壁を越えて」 - Aka sabi ta kabe wo koe te                         | 12 gennaio 2001   |         |
| 23 | 「褐色の化身」 - Kasshoku no keshin                                         | 19 gennaio 2001   |         |
| 24 | 「命はかくも透きとおり」 - Inochi hakakumo suki toori                       | 26 gennaio 2001   |         |
| 25 | 「白きパスカの刻」 - Shiroki pasuka no koku                                 | 2 febbraio 2001   |         |
| 26 | 「サヨナラは海の碧（まりんブルー）」 - Sayonara ha umi no heki (marin buru) | 9 febbraio 2001   |         |